# Маріка червоногруда
Ма́ріка червоногруда (Cinnyris afer) — вид горобцеподібних птахів родини нектаркових (Nectariniidae). Мешкає в Південній Африці.

## Опис

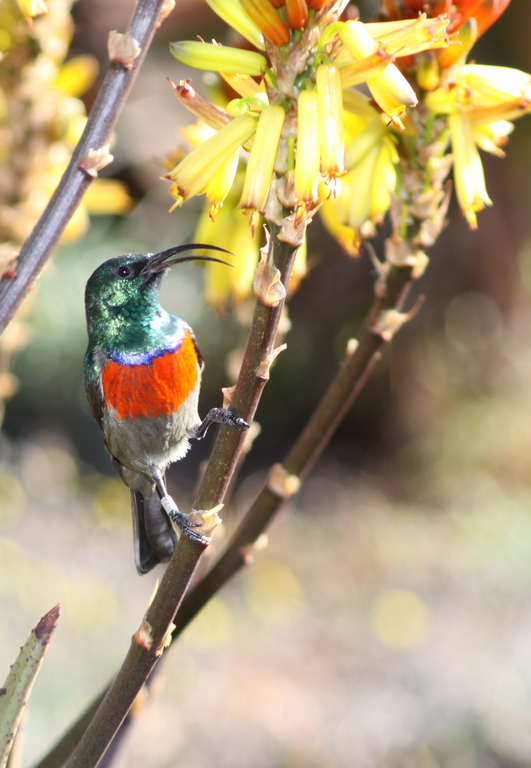
Червоногруда маріка

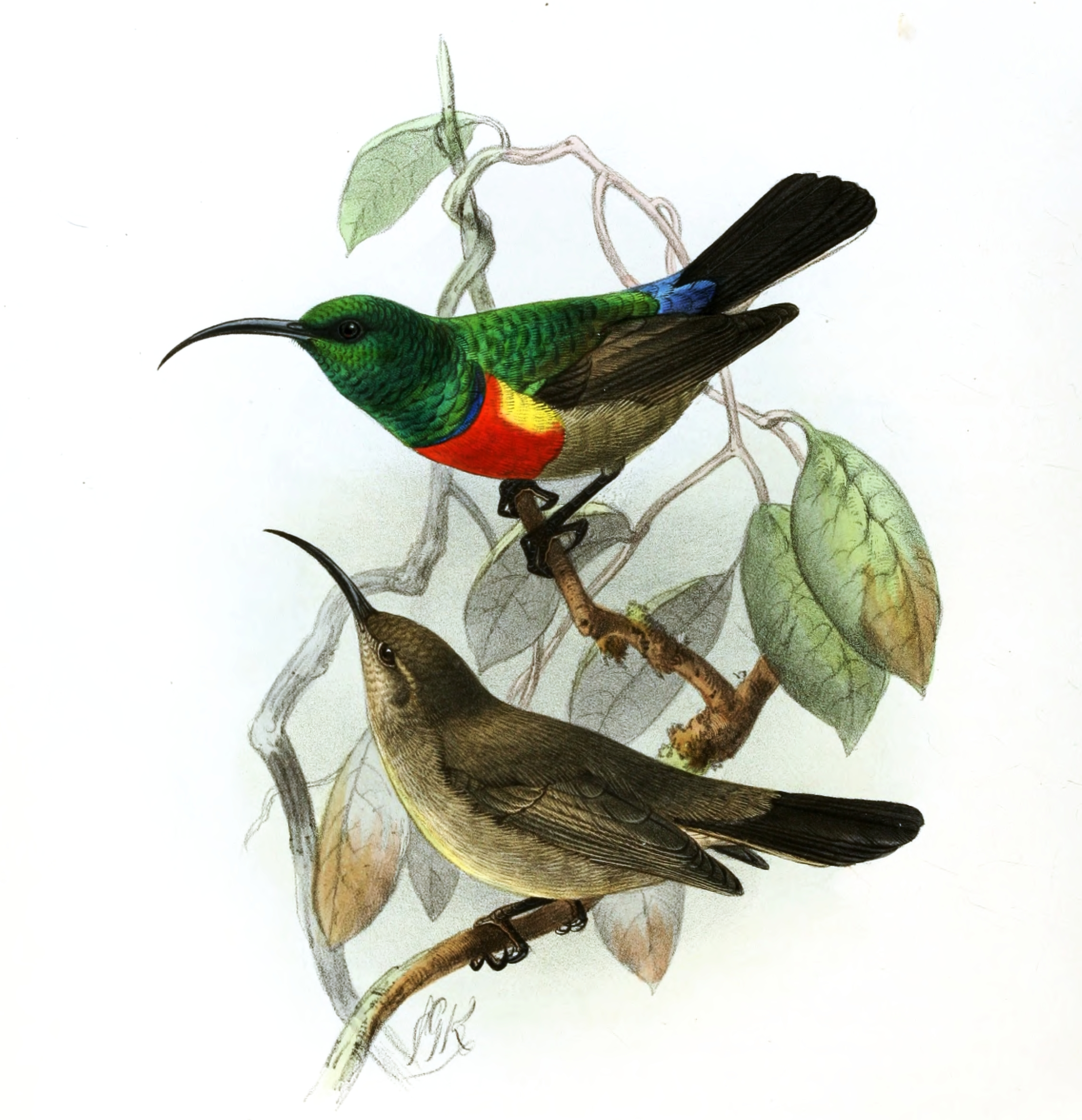
Червоногруді маріки

Довжина птаха становить 14 см. У дорослих самців голова, горло, верхня частина грудей і спина зелені, металево-блискучі. Нижня частина груде яскраво-червона, відділена від зеленої верхньої частини грудей вузькою синьою металево-блискучою смугою. Решта нижньої частини тіла сірувата.  На плечах жовті плямки. Дзьоб довгий, вигнутий. Очі темно-карі, дзьоб і лапи чорні. Самець червоногрудої маріки відрізняється від самця південної маріки більшими розмірами, ширшою червоною смугою на грудях і довшим дзьобом.

## Поширення і екологія
Червоногруді маріки мешкають в Південно-Африканській Республіці, Лесото і Есватіні. Вони живуть у чагарникових заростях фінбошу, саванах, рідколіссях і садах.

## Поведінка
Активні вдень. Трапляються поодинці або парами. Живляться нектаром та зрілими фруктами. Потомство годують комахами та павуками. Розмножують круглорічно, з піком з липня по листопад. Гніздо розміщується між гілками дерев. Воно закрите, овальне з бічним входом, збудоване з трави та лишайників. Інколи є дві камери - одна гніздова, інша виконує функцію ґанку.